# Lanesborough (Massachusetts)
Pour les articles homonymes, voir Lanesborough.
Lanesborough est une ville du Comté de Berkshire dans l’État du Massachusetts.
Elle a été incorporée en 1765.
Sa population était de 3 038 habitants en 2020.